# Baba Ndaw Seck
Baba Ndaw Seck (sinh ngày 25 tháng 12 năm 1995) là một cầu thủ bóng đá người Sénégal thi đấu ở vị trí Tiền đạo cho Varzim S.C. in the LigaPro.

## Sự nghiệp
Sinh ra ở Dakar, Seck chuyển đến hệ thống trẻ của Brescia vào tháng 1 năm 2012, lúc 16 tuổi. Sau khi vượt qua hệ thống trẻ, anh vào đội hình của Primavera nhưng lại mang áo số 16 với đội một.
Vào ngày 16 tháng 11 năm 2013 Seck ra mắt chuyên nghiệp, vào sân từ ghế dự bị trong trận hòa 0–0 tại Padova.